# Чирок (Свердловская область)
Чирок  — посёлок в муниципальном округе Красноуральск Свердловской области России.
Ранее был центром Меженского сельсовета города Красноуральска.

## География
Посёлок Чирок расположен в 13 километрах (по автомобильной дороге в 16 километрах) к северо-востоку от города Красноуральска, по обоим берегам реки Чирок (правого притока реки Выи, бассейн реки Салды). В посёлке имелась станция узкоколейной железной дороги, обеспечивавшая сообщение с посёлком Бородинка.

## Население
| 2002 | 2010 |
| ---- | ---- |
| 51   | ↘23  |